# Energía libre termodinámica

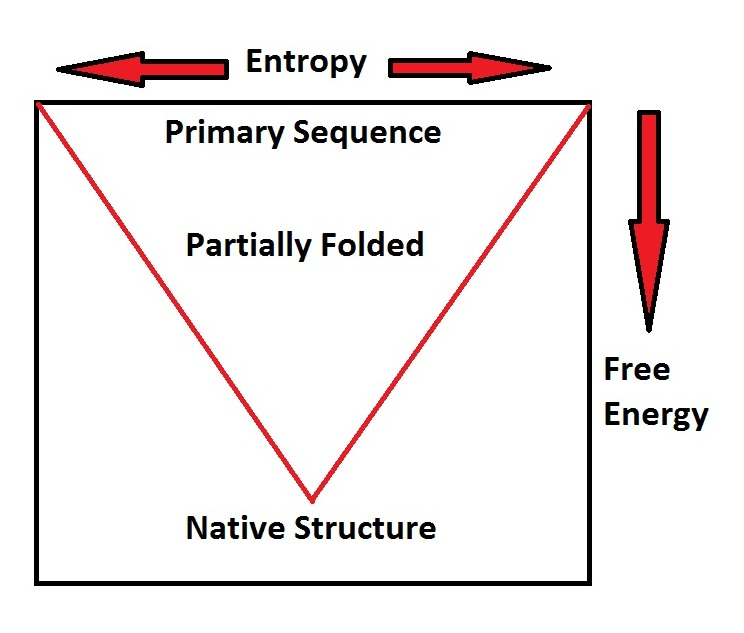
Diagrama que correlaciona la entropía y la energía libre con el plegamiento de proteínas. Las proteínas tridimensionales correctamente plegadas (estructuras nativas) tienen menos energía libre que las estructuras parcialmente plegadas o primarias.

Es la cantidad de trabajo que un sistema termodinámico puede realizar. El concepto es útil en la termodinámica de procesos químicos o térmicos en la ingeniería y en la ciencia. La energía libre es la energía interna de un sistema, menos la cantidad de energía que no puede ser utilizada para realizar trabajo. Esta energía no utilizable está dada por la entropía de un sistema multiplicada por la temperatura absoluta del sistema.
Al igual que la energía interna, la energía libre es una función de estado termodinámica.

## Descripción general
Es posible formular varias funciones de energía libre a partir de criterios de sistemas. Las funciones de energía libre son transformadas de Legendre de la energía interna. Para procesos termodinámicos que involucran un sistema que se encuentra a una presión constante p y temperatura T, la energía libre de Gibbs es la más útil ya que además de incluir todo cambio de entropía producto del calor, hace lo mismo para el trabajo pdV requerido para "dejar espacio para moléculas adicionales" producidas como consecuencia de diversos procesos. (De allí su utilidad para los químicos trabajando con soluciones-fases, incluidos los bioquímicos.) La energía libre de Helmholtz posee una importancia teórica especial dado que es proporcional al logaritmo de la función de partición para el conjunto canónico en mecánica estadística. (De allí su utilidad para los físicos; y para los químicos e ingenieros trabajando con fase gaseosa, que no desean ignorar el trabajo pdV.) 
La energía libre de Helmholtz concepto históricamente desarrollado en primer lugar es definida como F = U - TS, donde U es la energía interna, T es la temperatura absoluta, y S es la entropía. Su cambio es igual a la cantidad de trabajo reversible realizado sobre, u obtenible de, un sistema a T constante. De allí su denominación "contenido de trabajo". Dado que no hace referencia a ninguna cantidad involucrada en realizar trabajo (tales como p y V), la función de Helmholtz es completamente general: su disminución es la máxima cantidad de trabajo que puede ser realizado por un sistema, y puede aumentar a lo sumo por la cantidad de trabajo realizado en un sistema.
La energía libre de Gibbs G = H - TS, donde H es la entalpía. (H = U + pV, donde p es la presión y V es el volumen.)
Históricamente, estos términos se han utilizado de manera inconsistente. En el ámbito de la física, energía libre a menudo hace referencia a la energía libre de Helmholtz, indicada con la letra A, mientras que en la química, energía libre se refiere a la energía libre de Gibbs.